# Poul Hansen (Ringer)
Poul Henrik Peter Hansen (* 20. Oktober 1891 in Korup-Ubberud, Odense; † 29. Oktober 1948 in Aarhus) war ein dänischer Ringer und Gewinner der Silbermedaille bei den Olympischen Spielen 1920 in Antwerpen im griech.-röm. Stil im Schwergewicht.

## Werdegang
Poul Hansen begann 1907 mit dem Ringen. Er war Angehöriger des Sportklubs I.K. Aarhus. Poul rang nur im griechisch-römischen Stil und gehörte nach dem Ersten Weltkrieg zu den besten dänischen Ringern dieses Stils im Halbschwer- und Schwergewicht.
Den größten Erfolg in seiner sportlichen Laufbahn erzielte er bei den Olympischen Spielen 1920 in Antwerpen als er im Schwergewicht mit fünf Siegen die Silbermedaille gewann. Im Kampf um die Goldmedaille verlor er gegen Adolf Lindfors aus Finnland nach einer Schulterniederlage. Bei der Weltmeisterschaft 1922 in Stockholm gelang Poul im Schwergewicht ein Sieg über den Ungarn Otto Szelky. Er unterlag dann aber gegen die Schweden Anders Ahlgren und Ernst Nilsson und belegte den 4. Platz.
Bei den Olympischen Spielen 1924 in Paris war er wieder im Schwergewicht am Start. Ihm gelang dabei ein Sieg über den Niederländer Johannes Sint. Nach Niederlagen gegen Ernst Nilsson und Henri Deglane aus Frankreich, der die Goldmedaille gewann, schied er nach der dritten Runde aus und belegte den 9. Platz.
An weiteren internationalen Meisterschaften nahm Poul Hansen nicht teil. Ende der 1920er Jahre startete er jedoch noch für die dänische Nationalstaffel in Länderkämpfen gegen Deutschland, unterlag dabei aber gegen Willi Müller aus Köln und Georg Gehring aus Ludwigshafen am Rhein.

## Internationale Erfolge
(OS = Olympische Spiele, WM = Weltmeisterschaft, GR = griech.-röm. Stil, S = Schwergewicht)
- 1920, Silbermedaille, OS in Antwerpen, GR, S, mit Siegen über Alexander Weyand, USA, Gasiglia, Frankreich, Edward Wilkie, USA, Edmond Dame, Frankreich, und Martti Nieminen, Finnland, und einer Niederlag gegen Adolf Lindfors, Finnland;
- 1922, 4. Platz, WM in Stockholm, GR, S, mit einem Sieg über Otto Szelky, Ungarn, und Niederlagen gegen Anders Ahlgren und Ernst Nilsson, beide Schweden;
- 1924, 9. Platz, OS in Paris, GR, S, mit einem Sieg über Johannes Stint, Niederlande, und Niederlagen gegen Ernst Nilsson und Henri Deglane, Frankreich